# Autostrada A500 (Francja)
Autostrada A 500, znana też jako odgałęzienie Monako (fr. Autoroute A 500, Bretelle de Monaco) – krótka autostrada we Francji, będąca połączeniem autostrady A8 z drogą departamentalną D6007 w kierunku Monako.  Głównym obiektem w ciągu arterii jest tunel Tunnel de Monaco o długości około 1600 m.
A 500 została otwarta 25 maja 1992 roku, w latach 1992–1996 nosiła oznaczenie A 800.